# Pseudis platensis
Pseudis platensis är en groddjursart som beskrevs av José María Alfono Félix Gallardo 1961. Pseudis platensis ingår i släktet Pseudis och familjen lövgrodor. IUCN kategoriserar arten globalt som otillräckligt studerad. Inga underarter finns listade i Catalogue of Life.